# 2004 في الإمارات العربية المتحدة
فيما يلي قوائم الأحداث التي وقعت خلال عام 2004 في الإمارات العربية المتحدة.

## أحداث
- 10 فبراير – كيش للطيران الرحلة 7170

## سياسة

### تعيين في المنصب
- 2 نوفمبر – خليفة بن زايد آل نهيان حاكم أبو ظبي ‏.

### انتهاء فترة المنصب
- 2 نوفمبر – زايد بن سلطان آل نهيان حاكم أبو ظبي ‏.

## وفيات

### نوفمبر
- 2 نوفمبر – زايد بن سلطان آل نهيان (مواليد 1918) أول حاكم لدولة الإمارات العربية المتحدة.